# Can Dalmases (Sant Martí Sesgueioles)
Can Dalmases és una casa pairal situada al nucli de Sant Martí Sesgueioles (Anoia), inclosa a l'Inventari del Patrimoni Arquitectònic de Catalunya.

## Història
Va ser construïda al segle xvi pels Dalmases. El 1689, el comerciant Pau Dalmases i Castells, establert a Barcelona, comprà a la família Rajadell el terme i el castell de Villalonga, i el 1709, rei-arxiduc Carles III d'Aragó concedí el títol de marquès de Vilallonga al seu fill Pau Ignasi de Dalmases i Ros (1670-1718).

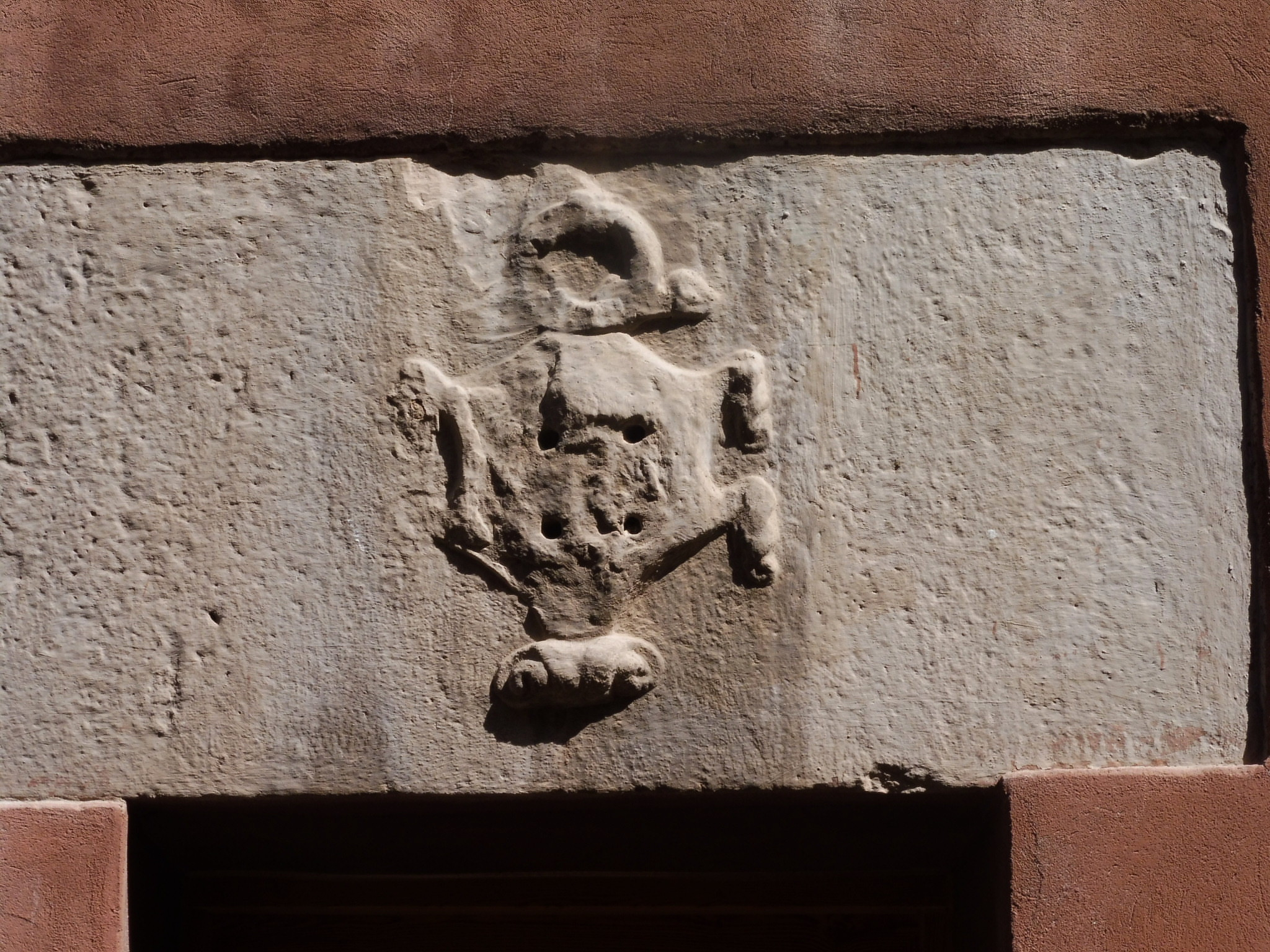
Escut a la llinda de la porta

## Descripció
De planta baixa i un pis, malgrat les reformes posteriors, conserva encara una finestra original ornamentada amb una garlanda tallada en pedra i una llinda de pedra a la porta amb l'escut de la família Dalmases esculpit a la llinda. L'altra finestra, de dimensions més petites també té llinda i brancals de pedra.